# Preljub
Grgur Preljub, serbisch-kyrillisch Гргур Прељуб; mittelgriechisch Γρηγόριος Πρελούμπος oder Πρεάλιμπος (* um 1312; † Anfang 1356 bei Trikala) war ein serbischer Woiwode und Provinzgouverneur in Thessalien unter Zar Stefan Uroš IV. Dušan.

## Leben
Preljub erscheint in den Quellen erstmals 1344 als Heerführer bei der serbischen Eroberung von Makedonien während des byzantinischen Bürgerkriegs. Zeitgenössischen Chronisten zufolge hielt ihn Stefan Dušan für seinen fähigsten General. Im Mai 1344 befehligte er eine serbische Armee in der Schlacht von Stefaniana gegen die Türken des Beyliks von Aydın, die mit dem byzantinischen Gegenkaiser Johannes VI. Kantakuzenos verbündet waren. Preljub erlitt zwar eine Niederlage, doch bedeutete dies für die serbischen Expansionsbestrebungen keinen nennenswerten Rückschlag.
Im Frühjahr 1348 fiel Preljub mit albanischer Verstärkung in Thessalien ein, das von der Pest weitgehend entvölkert war; auch der byzantinische Gouverneur Johannes Angelos war der Seuche zum Opfer gefallen. Bis November 1348 hatte er den Byzantinern und den Katalanen des Herzogtums Neopatria den größten Teil der Provinz entrissen. Dušan setzte Preljub als Gouverneur in Trikala ein und verlieh ihm die hohe Würde eines Kaisars. Die Annahme, dass Preljub auch Teile von Epirus mit Ioannina kontrollierte, wird von der neueren Forschung nicht mehr vertreten.
Kaiser Johannes VI. versuchte 1350 Dušans Abwesenheit während eines Feldzugs gegen das Königreich Bosnien auszunutzen, um die verlorenen Provinzen in Makedonien und Thessalien für Byzanz zurückzugewinnen. Er landete mit einer Flotte in Thessaloniki und eroberte zunächst einige makedonische Städte, wurde dann aber auf dem Vormarsch nach Thessalien von Preljub gestoppt, der mit 500 Mann die strategisch wichtige Festung Servia halten konnte. Johannes VI. musste sich mit seiner relativ kleinen Streitmacht zurückziehen, so dass Dušan anschließend keine Schwierigkeiten hatte, das verlorene Terrain bis 1351 wieder in Besitz zu nehmen.
Zar Stefan Dušan starb am 20. Dezember 1355; nur wenig später, vermutlich Anfang 1356, fiel Preljub in der Nähe von Trikala bei einem bewaffneten Zusammenstoß mit lokalen Albanerstämmen. Seine Witwe Irene Asanina, die vielleicht eine Tochter Dušans war, und ihr Sohn Thomas Preljubović mussten vor Nikephoros II. Orsini, dem früheren Despoten von Epirus, nach Serbien fliehen. 1366/67 wurde Preljubović von Simeon Uroš Nemanjic als Gouverneur von Epirus mit Sitz in Ioannina eingesetzt und regierte nach dessen Tod 1371 de facto unabhängig.